# 長鬚真巨口魚
長鬚真巨口魚（学名：Eustomias longibarba）为輻鰭魚綱巨口鱼目巨口鱼科的其中一種。分布於大西洋熱帶及亞熱帶海域，為深海魚類，棲息深度0-1820公尺，體長可達15.6公分。

## 扩展阅读
維基物種上的相關：長鬚真巨口魚